# Panagiōtīs Manias
Panagiōtīs Manias (in greco Παναγιώτης Μανιάς?; Atene, 1932 – Il Pireo, 8 luglio 2020) è stato un cestista e giocatore di bridge greco.

## Biografia

### Pallacanestro
Militò nel Panellīnios. Con la Grecia collezionò 24 presenze e 183 punti tra il 1951 e il 1957, disputando anche gli Europei 1951 e le Olimpiadi del 1952.

### Bridge
Manias fece parte della nazionale greca di bridge e disputò due edizioni delle Olimpiadi del bridge nella categoria a squadre: nel 1976 si classificò al 23º posto, nel 1980 al 31º posto.

### Morte
Morì per annegamento nel 2020.

## Palmarès
- Campionato greco: 3

Panellīnios: 1952-53, 1954-55, 1956-57